# 本森鎮區 (明尼蘇達州斯威夫特縣)
本森鎮區（英語：Benson Township）是位於美國明尼蘇達州斯威夫特縣的一個行政鎮區。

## 地方資料
本森鎮區的面積為93.19平方千米，當中陸地面積為88.63平方千米，而水域面積為4.55平方千米。根據2020年美國人口普查的數據，當地共有人口306人，而人口密度為每平方千米3.28人。